# Parkteatern, Stockholm

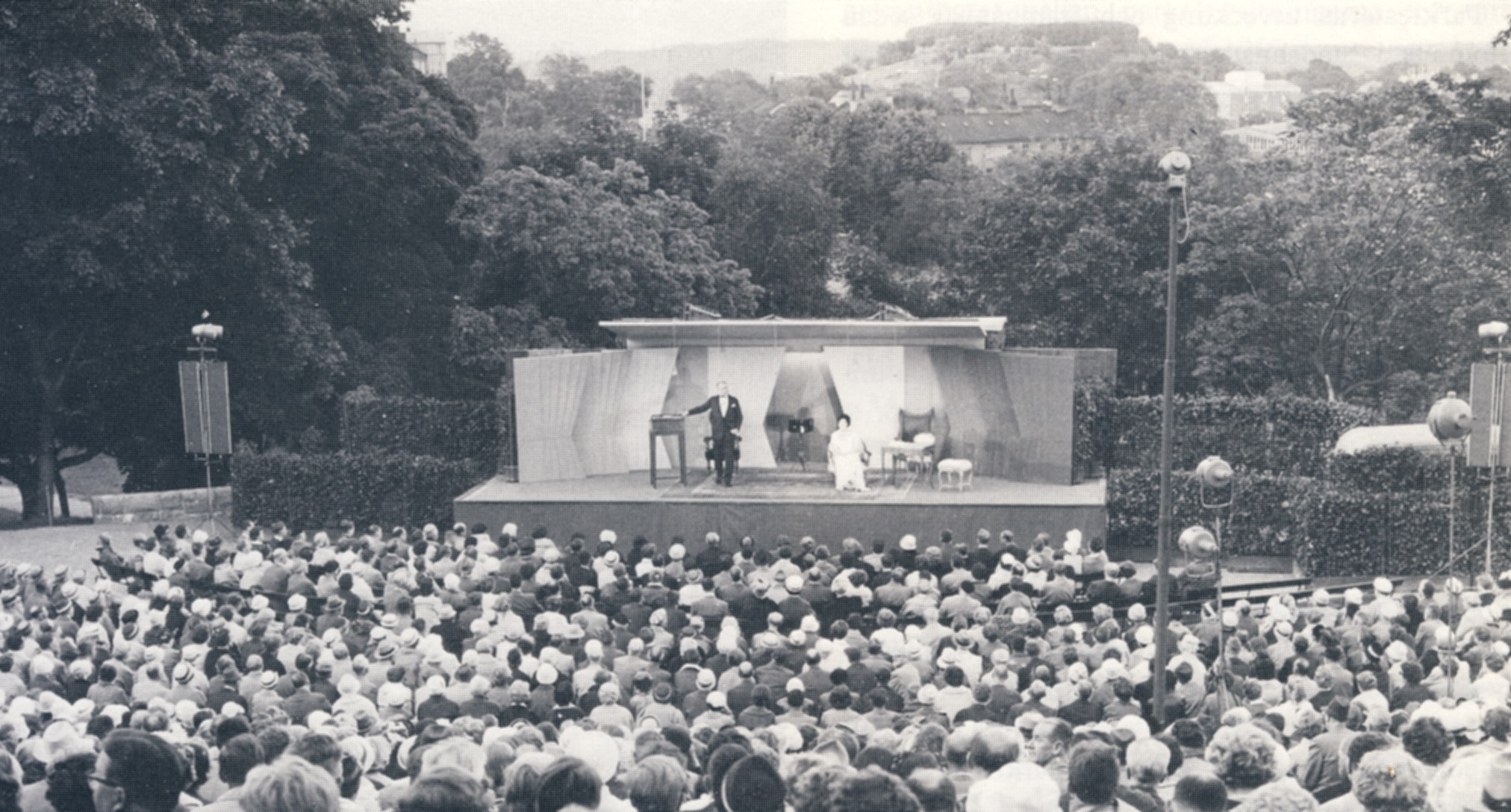
Parkteatern i Vitabergsparken 1954

Parkteatern är en av Kulturhuset Stadsteaterns scener, med syfte att sprida teater och underhållning till unga och gamla i Stockholms parker med fritt inträde. Sedan november 2021 är Josefin Rosales chef och konstnärlig ledare för Parkteatern, hon tog då över rollen efter Albin Flinkas

## Historia

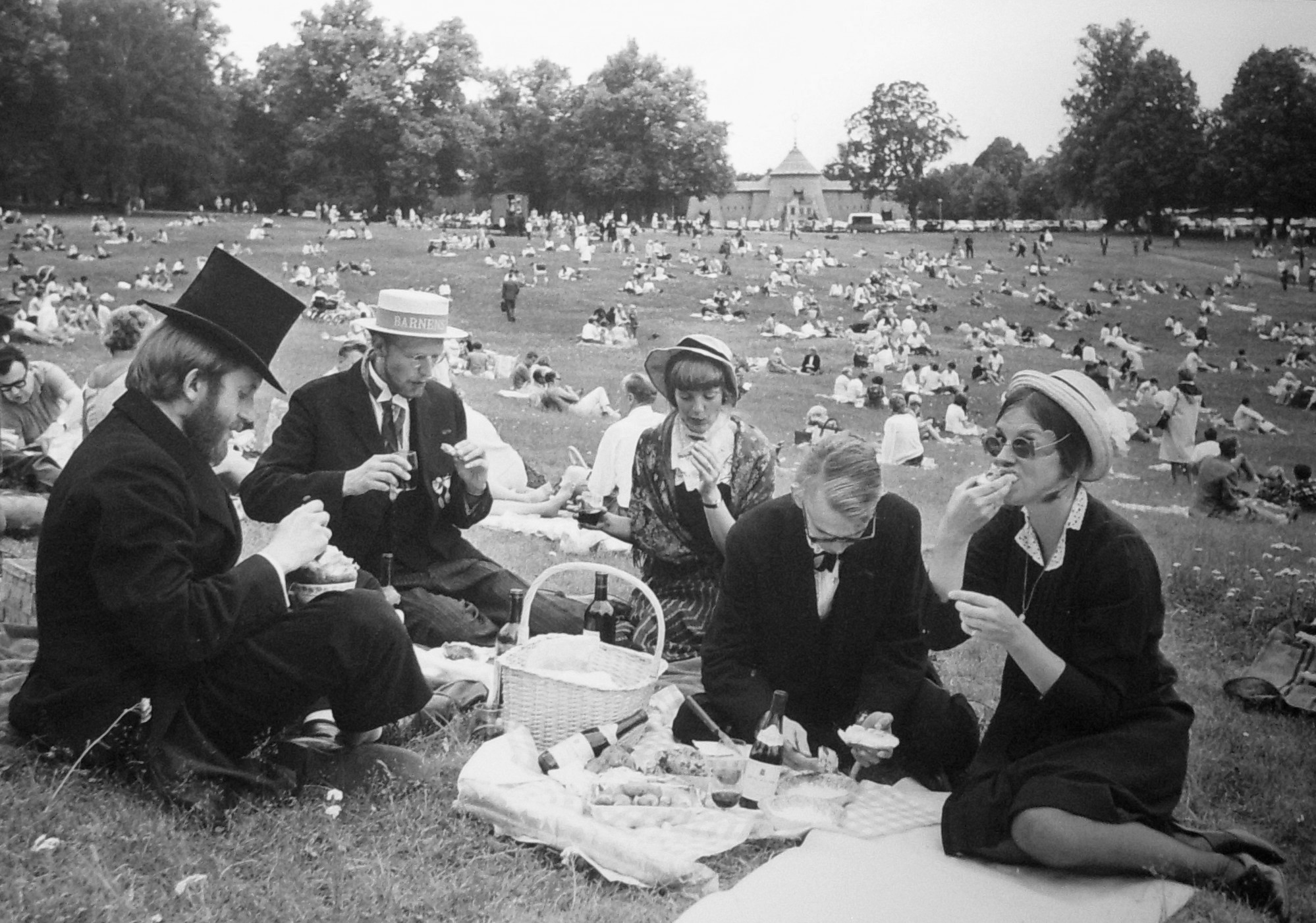
Parkteaterns Bellman-fest i Hagaparken 1967

Parkteatern var en del i stadsträdgårdsmästare Holger Bloms program för Stockholms parker. Parkerna skulle fyllas med aktiviteter som idrott, fest, dans, musik och även teater. Parkteatern började uppträda från 1942 i olika parker. 
År 1948 anskaffades en lastbilsdragen scenvagn med påskrift Parkteatern som hade utfällbara väggar och en scen och som lätt kunde förflyttas mellan olika spelplatser. Scenvagnen var stationerad i Hagaparken när den inte var på turné. Fram till 1975 fanns även Parkteaterns måleriverkstad där ute, innan de fick nya lokaler på Djurgården. I juli 1967 ägde Parkteaterns första Bellman-fest rum med bland annat picknick på den stora pelousen nedanför Hagaparkens Koppartält. Det framfördes sånglustspel och musik i Carl Mikael Bellmans anda. Festen firades årligen under cirka tio år och lockade många tusen besökare. 2017 firades Parkteatern 75 år med stort kalas i Vitabergsparken. 
För bättre publikverkan och besökarnas bekvämlighet anordnades amfiteaterliknande friluftscener i bland annat Vitabergsparken (färdigställd 1954) och Långholmsparken. Rålambshovsparkens amfiteater invigdes 1953 och rymmer 5000 personer. Sedan 1996 drivs Parkteatern i Kulturhuset Stadsteaterns regi.

## Dagens Parkteater

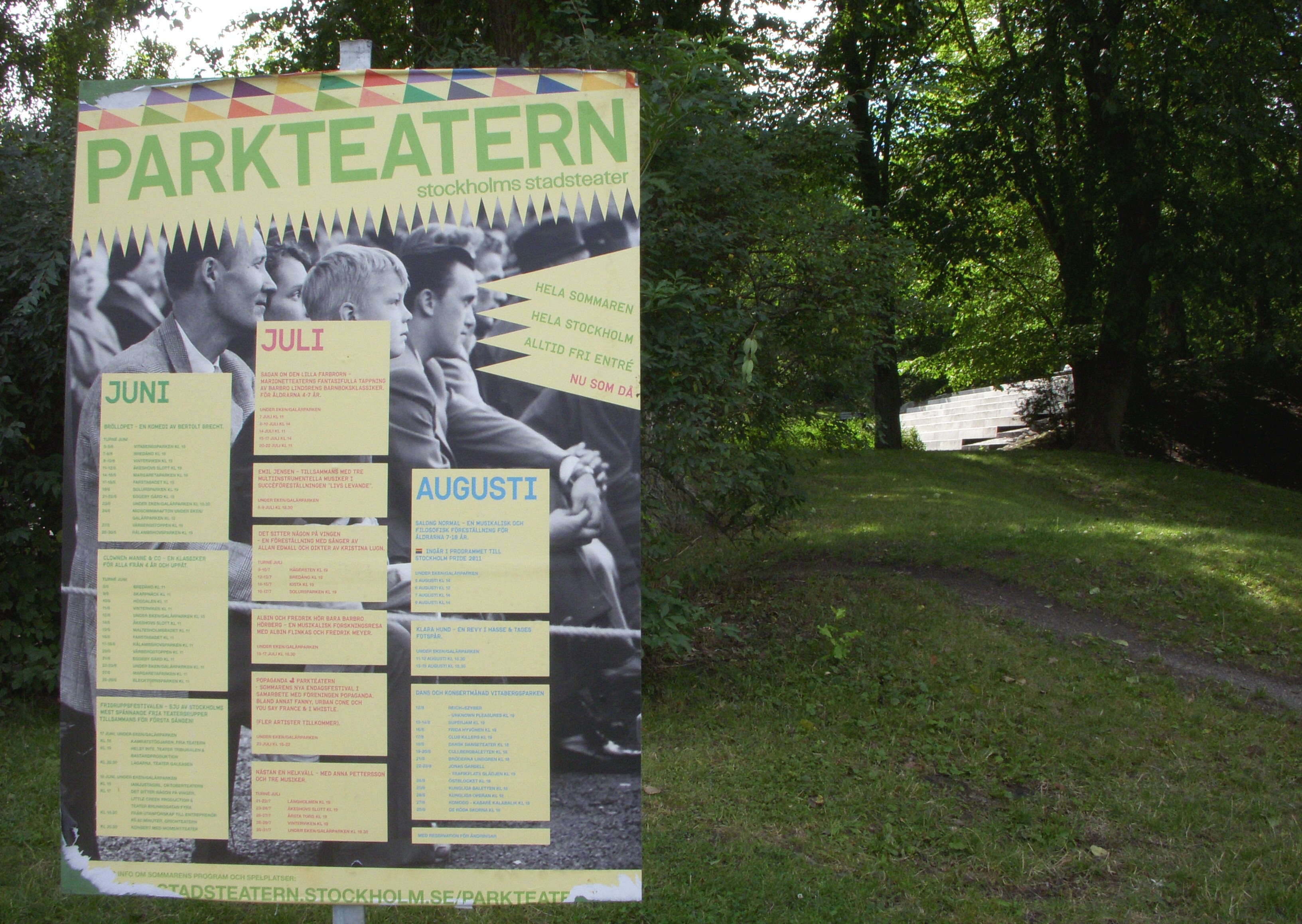
Parkteaterns affisch i Rålambshovsparken 2011 med parkens amfiteater i bakgrunden

Numera är Parkteatern en del av Kulturhuset Stadsteatern. År 2018 spelade Parkteatern på följande scener: Bellevueparken, Blecktornsparken, Bredäng, Eggeby gård, Farstabadet, Farsta gård, Galärparken, Fredhälls plaskdamm, Husby gård, Hägerstensåsens amfiteater, Kungsträdgården, Långholmens amfiteater, Maltesholmsbadet, Margaretaparken, Plattan, Rålambshovsparken, Skarpnäck, Skärholmen, Solursparken, Spånga idrottsplats, Under Eken (Djurgården), Vinterviken, Vintervikens trädård, Vitabergsparken, Vårbergstoppen, Waldemarsudde, Åkeshovs slottspark och Årsta torg.

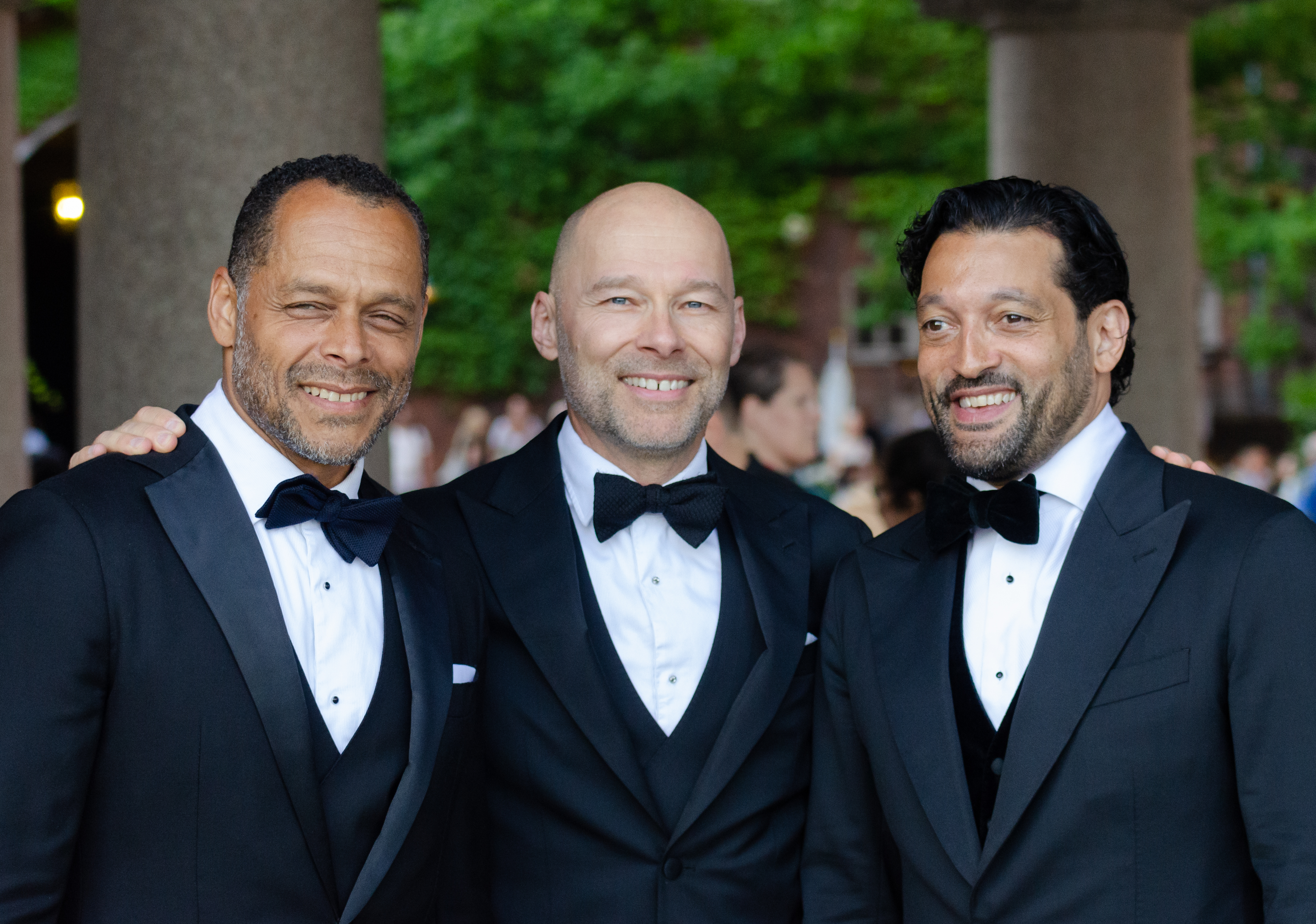
Parkteatern 2023 satte upp föreställningen Vegas i Stadshuset med Karl Dyall, Joachim Bergström och Rennie Mirro med anledning av att Stockholms stadshus firade 100 år.

Stora produktioner som har turnerat runt i Stockholms Parker:
- 1999 – Hair med bland andra Kim Sulocki och Fredrik Swahn
- 2000 – Five guys named Joe i regi av Ronny Danielsson
- 2002 – Godspell i regi av Ronny Danielsson
- 2003 – Loranga, Masarin och Dartanjang i regi av Ellen Lamm
- 2004 – Fröken Julie i regi av Stefan Ekman
- 2005 – Pelle Snusk i regi av Kajsa Giertz
- 2006 – Människor i Solen i regi av Stina Oscarson
- 2006 – Vad är det för jävla sommar i regi av Kajsa Giertz
- 2007 – Volpone av Ben Jonson i regi av Alexander Öberg
- 2008 – Jacques Brel is alive and well and living in Paris i regi av Kajsa Giertz
- 2009 – Figaros Bröllop i regi av Philip Zandén
- 2010 – Stjärnsmäll i regi av Rikard Bergqvist
- 2011 – Bröllopet i regi av Dritëro Kasapi
- 2012 – Fröken Fleggmans mustasch i regi av Niklas Hjulström
- 2013 – Kåldolmar och kalsipper i regi av Kajsa Isakson
- 2014 – Cyrano i regi av Olof Hanson
- 2015 – From Sammy with Love i regi av Jonna Nordenskiöld
- 2016 – Trollflöjten 2.0 – mindre Mozart mer musikal i regi av Fredrik Meyer. Text och musik av Emma Sandanam och Mette Herlitz.
- 2017 – Stockholm! Staden som växer med bland andra Mattias Enn och Ayla Kabaca
- 2017 – A midsummer night's Dream i regi av Neil Rutherford
- 2017 – Bollywoodopera i regi av Charlotta Huldt
- 2018 – Stoppa Världen i regi av Hans Marklund
- 2019 – Elvira Madigan, text och musik av Emma Sandanam och Mette Herlitz. Regi Anna Ståhl
- 2020 - Cirkus Madigan, text och musik av Emma Sandanam och Mette Herlitz. Regi Anna Ståhl
- 2021 - Almstriden, spelades i Galärparken, Djurgården på grund av pandemirestriktioner.
- 2022 - Förevigt med Isen & Fille. Regi Åsa Lindholm. Gästspel på turné. Producerad av Riksteatern.
- 2022 - What will have been. Regi: Yaron Lifschitz. Gästspel på turné. Producerad av CIRCA.
- 2023 - Rebel Royale. Regi Sara Jangfeldt
- 2023 - I kroppen min. Idé Josefin Rosales. Regi Johan Paus. Manus: Jani Lohikari efter texter av Kristian Gidlund.

## Parkteaterchefer
- Anne Marie Rådström 1968–1984
- Lars Göran Carlson 1984–1996
- Benny Fredriksson 1996–2002
- Johan Wallin (Tillförordnad) 2002
- Linda Zachrison 2003–2004
- Kajsa Giertz 2004–2009
- Linda Zachrison 2010–2014
- Olof Hanson (Tillförordnad) 2011
- Sissela Kyle 2014–2018
- Albin Flinkas 2018–2021
- Josefin Rosales 2021-